# Max Wolff
Max Wolff (Berlino, 6 maggio 1844 – 25 giugno 1923) è stato un medico tedesco.
Studiò medicina a Berlino, dove fu allievo di Rudolf Virchow. Dopo la laurea nel 1866, divenne assistente presso la clinica di medicina interna a Rostock. Dal 1875 al 1882 lavorò presso il policlinico dell'Università di Berlino e nel 1900 divenne capo del policlinico. Nel 1890 ottenne il titolo di professore associato a Berlino.
Wolff è ricordato per il suo lavoro con il chirurgo James Adolf Israel (1848-1926) che ha coinvolto l'isolamento del batterio Actinomyces.

## Opere
- Über Addison'sche Krankheit, 1869.
- Operative Behandlung von Unterleibsechinococcen, 1870.
- Über entzündliche Veränderungen innerer Organe nach experimentell bei Thieren erzeugten käsigen Herden, Virchow's Archiv LXVII.
- Zur Bacterienfrage bei accidentellen Wundkrankheiten, Virchow's Archiv LXXXI.
- Eine weitverbreitete thierische Mykose, Virchow's Archiv LXXXII.
- Über Desinfection durch Temperaturerhöhung, Virchow's Archiv CII.
- Die Localisation des Giftes in den Miesmuscheln, Virchow's Archiv CIII.
- Die Ausdehnung des Gebietes der giftigen Miesmuscheln und der sonstigen giftigen Seethiere in Wilhelmshaven, Virchow's Archiv CIV.
- Über das erneute Vorkommen von giftigen Miesmuscheln in Wilhelmshaven, Virchow's Archiv CX.
- Über Vererbung von Infectionskrankheiten, Virchow's Archiv CXII.
- Über Vaccination neugeborener Kinder, Virchow's Archiv CXVII.
- Über Reincultur des Actinomyces und seine Übertragbarkeit auf Thiere, Virchow's Archiv CXXVI.
- Zur Actinomyces-Frage, Virchow's Archiv CLI.
- Zur Prophylaxe der venerischen Krankheiten, 1893.
- Die Nierenresection und ihre Folgen, 1900.